# Via Veneto
Via Veneto és un restaurant de luxe ubicat al carrer de Ganduxer de Barcelona des del 1967. És el restaurant amb estrella Michelin més antic dels Països Catalans i l'ha renovat de manera ininterrompuda des de 1974. El 1989 el gastrònom Nèstor Luján hi va fundar l'Acadèmia Catalana de Gastronomia i Nutrició. El seu xef actual és l'igualadí David Andrés, acompanyat pel maître Javier Oliveira i el sommelier José Martínez.

## Història
El seu primer propietari fou el prolífic empresari Oriol Regàs, un dels impulsors de la discoteca Bocaccio, qui va obrir el restaurant amb l'ajuda d'un petit grup de socis el 30 d'abril de 1967 fins a esdevenir un espai de trobada de la Gauche Divine. El seu germà, Xavier Regàs, en va fer l'interiorisme i és el responsable de les estovalles color salmó que encara vesteixen les taules. Després d'uns anys, el 1978 va cedir la gestió del negoci a Josep Monje, un cabaler nascut el 1943 a Pobellà, qui amb setze anys va anar a Barcelona, on tenia una germana monja, a treballar a l'hostaleria. Al cap de poc temps va entrar a treballar al Via Veneto, primer com a cambrer i després com a maître, director i, finalment, va esdevenir-ne propietari únic el 1982. El 2001 va cedir la direcció del local al seu fill, Pere Monje. El menjador és presidit per un quadre del pintor Joan Martí.
Entre els clients destacats del restaurant es troben personalitats com Richard Nixon, Victòria dels Àngels, Sean Connery, Woody Allen, Hugh Hefner o Salvador Dalí, que n'era client habitual, i escriptors com Gabriel García Márquez, Carlos Fuentes o Carlos Barral. Pel restaurant han passat els presidents del govern espanyol, així com Joan Carles I i Felip VI. També és tradició que la persona guanyadora del Premi Planeta es decideixi en un dels reservats del restaurant.
Gastronòmicament, el restaurant ha evolucionat amb els anys. Inicialment estava més influenciat per la cuina francesa, posteriorment va fer una revisió de la cuina catalana clàssica, i els darrers anys ha incorporat noves tècniques gastronòmiques. Entre els seus plats més destacats s'inclouen la taronja Via Veneto, l'ànec a la premsa, les creps Suzette o el bistec tàrtar. El celler disposa de més de 20.000 ampolles de 5.000 vins diferents, convertint-se en una de les millors seleccions de l'Estat espanyol. El 2017 va celebrar el seu 50è aniversari amb un «Menú de les cinc dècades». Al seu saló blau s'hi tria cada any el guanyador del premi Planeta.